# Fortunato Arena
Fortunato Arena, né le 23 mai 1922 à Catanzaro, et mort le 7 mars 1994 à Rome est un cascadeur et acteur italien. Il apparaît dans plus de cent films entre 1954 et 1989.
Il a été le cascadeur de Fernandel dans le film inachevé "Don Camillo et les contestataires" (1970). 

## Filmographie partielle
- 1965 : Le Dollar troué (Un dollaro bucato) de Giorgio Ferroni
- 1965 : Goldocrack à la conquête de l'Atlantide (Il conquistatore di Atlantide) d'Alfonso Brescia
- 1965 : Suspense au Caire pour A 008 (A 008, operazione Sterminio) d'Umberto Lenzi
- 1965 : Erik, le Viking (Erik il vichingo) de Mario Caiano
- 1966 : Gringo joue sur le rouge (7 dollari sul rosso) d'Alberto Cardone
- 1966 : Django tire le premier (Django spara per primo) d'Alberto De Martino
- 1966 : Le Carnaval des barbouzes (Gern hab' ich die Frauen gekillt) d'Alberto Cardone
- 1968 : Le Grand Silence (Il grande silenzio) de Sergio Corbucci
- 1968 : Ringo ne devait pas mourir (I lunghi giorni dell'odio) de Gianfranco Baldanello
- 1968 : Adios Caballero (Uno dopo l'altro) de Nick Nostro
- 1969 : Le Fossoyeur (Sono Sartana, il vostro becchino) de Giuliano Carnimeo
- 1969 : I quattro del pater noster de Ruggero Deodato
- 1970 : Django arrive, préparez vos cercueils (C'è Sartana... vendi la pistola e comprati la bara!) de Giuliano Carnimeo
- 1970 : Adios Sabata (Indio Black, sai che ti dico : Sei un gran figlio di...) de Gianfranco Parolini
- 1971 : Le treizième est toujours Judas (Il tredicesimo è sempre Giuda) de Giuseppe Vari : le juge Stump
- 1971 : On continue à l'appeler Trinita (...continuavano a chiamarlo Trinità) d'Enzo Barboni
- 1971 : Priez les morts, tuez les vivants (Prega il morto e ammazza il vivo) de Giuseppe Vari
- 1972 : Les Deux Fils de Trinita (I due figli dei Trinità) d'Osvaldo Civirani : Jack Gordon
- 1972 : Il sindacalista de Luciano Salce
- 1972 : Alléluia défie l'Ouest (Il West ti va stretto, amico... è arrivato Alleluja) de Giuliano Carnimeo : le shérif de Santa Monica
- 1972 : Un cas parfait pour une stratégie criminelle (Terza ipotesi su un caso di perfetta strategia criminale) de Giuseppe Vari
- 1975 : Che botte ragazzi! de Bitto Albertini : le shérif Wilson
- 1976 : Opération Jaguar (Italia a mano armata) de Marino Girolami : Morel
- 1976 : La Flic chez les poulets (La poliziotta fa carriera) de Michele Massimo Tarantini : l'homme qui tombe dans la fontaine
- 1979 : De l'enfer à la victoire (Contro 4 bandiere) d'Umberto Lenzi : un soldat plus âgé
- 1984 : Le Bon Roi Dagobert de Dino Risi : un homme à la taverne